# Cameron Beach (plaża)
Cameron Beach – plaża (beach) w kanadyjskiej prowincji Nowa Szkocja, w hrabstwie Cumberland, na wybrzeżu rzeki River Philip (45°52′08″N, 63°43′38″W); nazwa urzędowo zatwierdzona 30 sierpnia 1966.